# Tandvårdsförsäkring
En tandvårdsförsäkring är en försäkring eller försäkringsliknande förmån till stöd för den som drabbats av sjukdom eller ohälsa i munnen. Denna typ av försäkring är i Sverige ett komplement till det statliga tandvårdsbidraget som alla medborgare i Sverige omfattas av. 